# Município de Mill Creek (condado de Williams, Ohio)
O município de Mill Creek (em inglês: Mill Creek Township) é um município localizado no condado de Williams no estado estadounidense de Ohio. No ano de 2010 tinha uma população de 802 habitantes e uma densidade populacional de 12,79 pessoas por km².

## Geografia
O município de Mill Creek encontra-se localizado nas coordenadas 41° 39′ 31″ N, 84° 25′ 52″ O. Segundo a Departamento do Censo dos Estados Unidos, o município tem uma superfície total de 62.72 km², da qual 62,56 km² correspondem a terra firme e (0,27 %) 0,17 km² é água.

## Demografia
Segundo o censo de 2010, tinha 802 pessoas residindo no município de Mill Creek. A densidade populacional era de 12,79 hab./km². Dos 802 habitantes, o município de Mill Creek estava composto pelo 97,88 % brancos, o 1,25 % eram afroamericanos, o 0,25 % eram amerindios, o 0,12 % eram asiáticos, o 0,25 % eram de outras raças e o 0,25 % eram de uma mistura de raças. Do total da população o 1,87 % eram hispanos ou latinos de qualquer raça.